# Seznam poslanců Malty (1950–1951)
Seznam poslanců Malty za volební období 1950–1951.
| Jméno                          | Strana | Volební okresek | Poznámky                                  |
| ------------------------------ | ------ | --------------- | ----------------------------------------- |
| Joseph F. Abela                | MLP    | 4               |                                           |
| Giuseppe Agius Muscat          | PN     | 2               | zemřel; nástupce Paris, Antonio           |
| Emmanuele Agius                | PN     | 7               |                                           |
| Emmanuel Attard Bezzina        | MLP    | 3               |                                           |
| Agatha Barbara                 | MLP    | 2               |                                           |
| Anglu Boffa                    | MWP    | 2               |                                           |
| Pawlu Boffa                    | MWP    | 3               |                                           |
| Giorgio Borg Olivier           | PN     | 4               |                                           |
| Salvu Cacciottolo              | MLP    | 3               |                                           |
| Giuseppe Maria Camilleri       | PN     | 6               |                                           |
| Tom. Caruana Demajo            | PN     | 6               |                                           |
| Carmelo Caruana                | PN     | 3               |                                           |
| Giuse' Cassar                  | MWP    | 3               |                                           |
| Amabile Cauchi                 | MWP    | 8               |                                           |
| Giuseppi Cauchi                | Ind    | 8               |                                           |
| Johnnie Cole                   | MWP    | 4               |                                           |
| Arthur F. Colombo              | MWP    | 5               | odstoupil; nástupce Puglisevich, Giuseppe |
| Edwin Craig                    | MLP    | 5               |                                           |
| Giorgio De Giorgio             | PN     | 1               |                                           |
| Cecilia De Trafford Strickland | CON    | 8               |                                           |
| Amedeo Fava                    | MLP    | 7               |                                           |
| Joseph B. Flores               | MLP    | 6               |                                           |
| J. Frendo Azzopardi            | PN     | 5               |                                           |
| George Galea                   | PN     | 8               |                                           |
| R.V. Galea                     | CON    | 1               |                                           |
| Godwin G. Ganado               | MWP    | 4               |                                           |
| Pawlu Grech                    | MWP    | 7               |                                           |
| Nestu Laviera                  | MLP    | 2               |                                           |
| Joseph Anthony Miceli          | MWP    | 1               |                                           |
| Dom Mintoff                    | MLP    | 1               |                                           |
| Enrico Mizzi                   | PN     | 1               | zemřel; nástupce Pace, Paolo              |
| Fortunato Mizzi                | PN     | 5               |                                           |
| Daniel Piscopo                 | MLP    | 2               |                                           |
| Paul Portelli                  | DAP    | 8               |                                           |
| Vincent Scerri                 | CON    | 5               |                                           |
| Anthony Schembri Adami         | MWP    | 7               |                                           |
| Carmelo Schembri               | PN     | 7               |                                           |
| Joseph Schembri                | MWP    | 6               |                                           |
| Mabel Strickland               | CON    | 4               |                                           |
| Leli E.C. Tabone               | MLP    | 6               |                                           |